# Bombardier Transportation

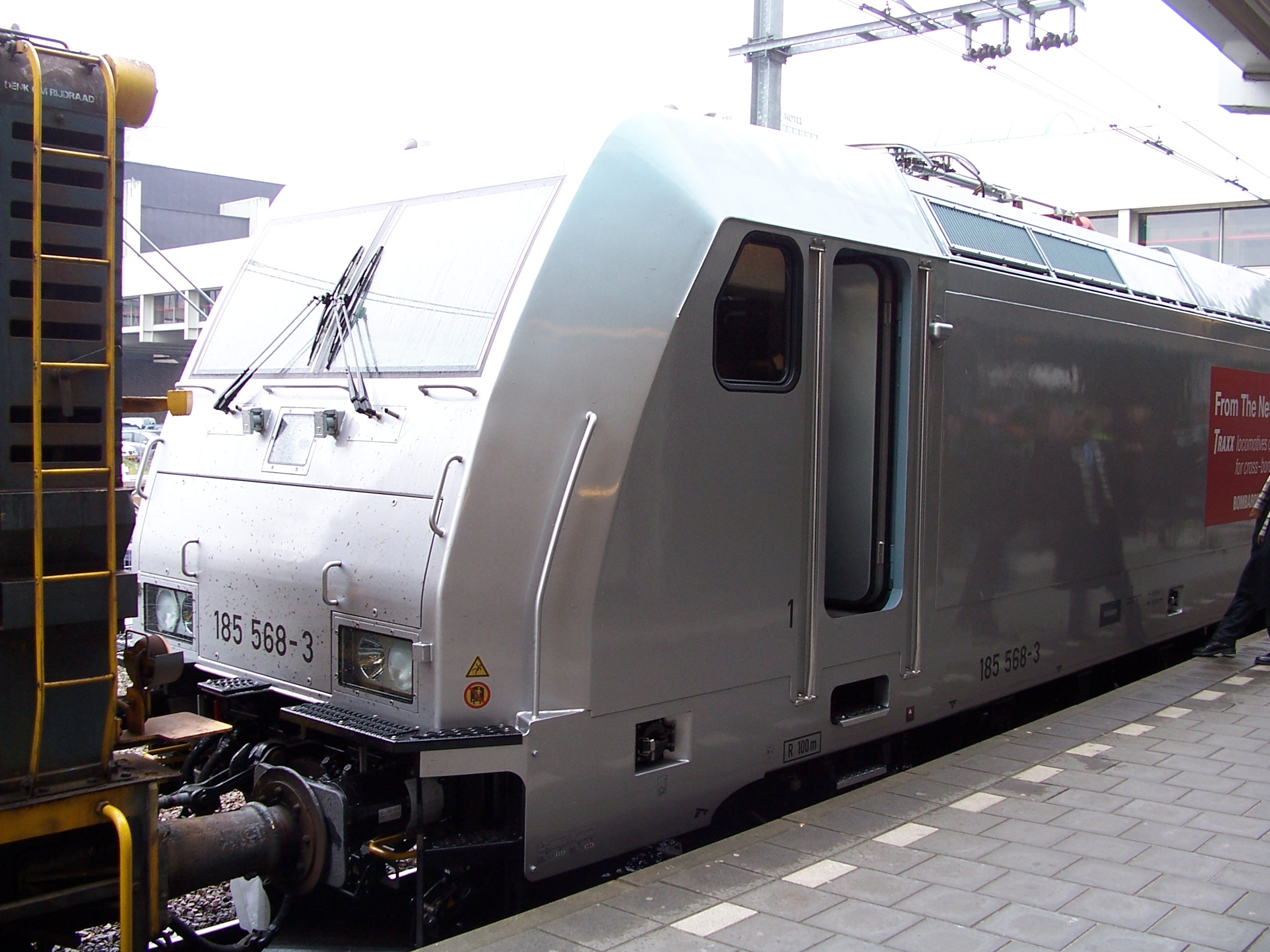
De Bombardier TRAXX in Utrecht.

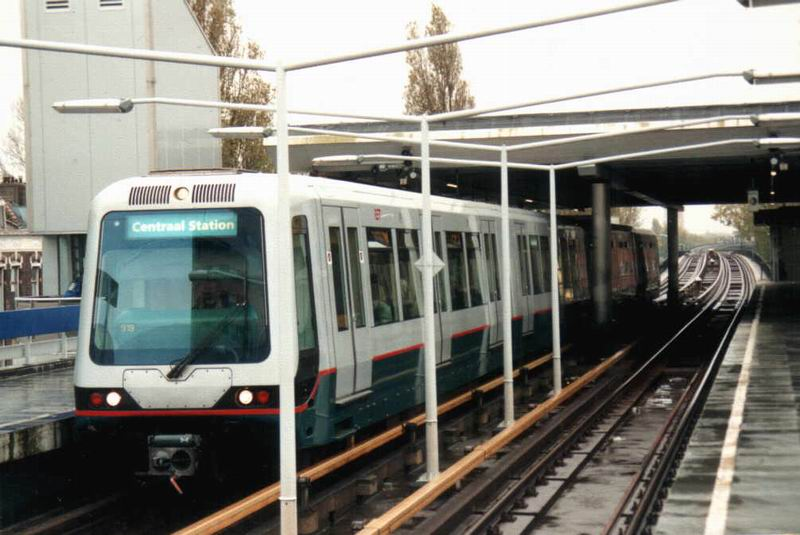
MG2/1-metrostel uit de serie 5300 van de RET op Metrostation Rijnhaven

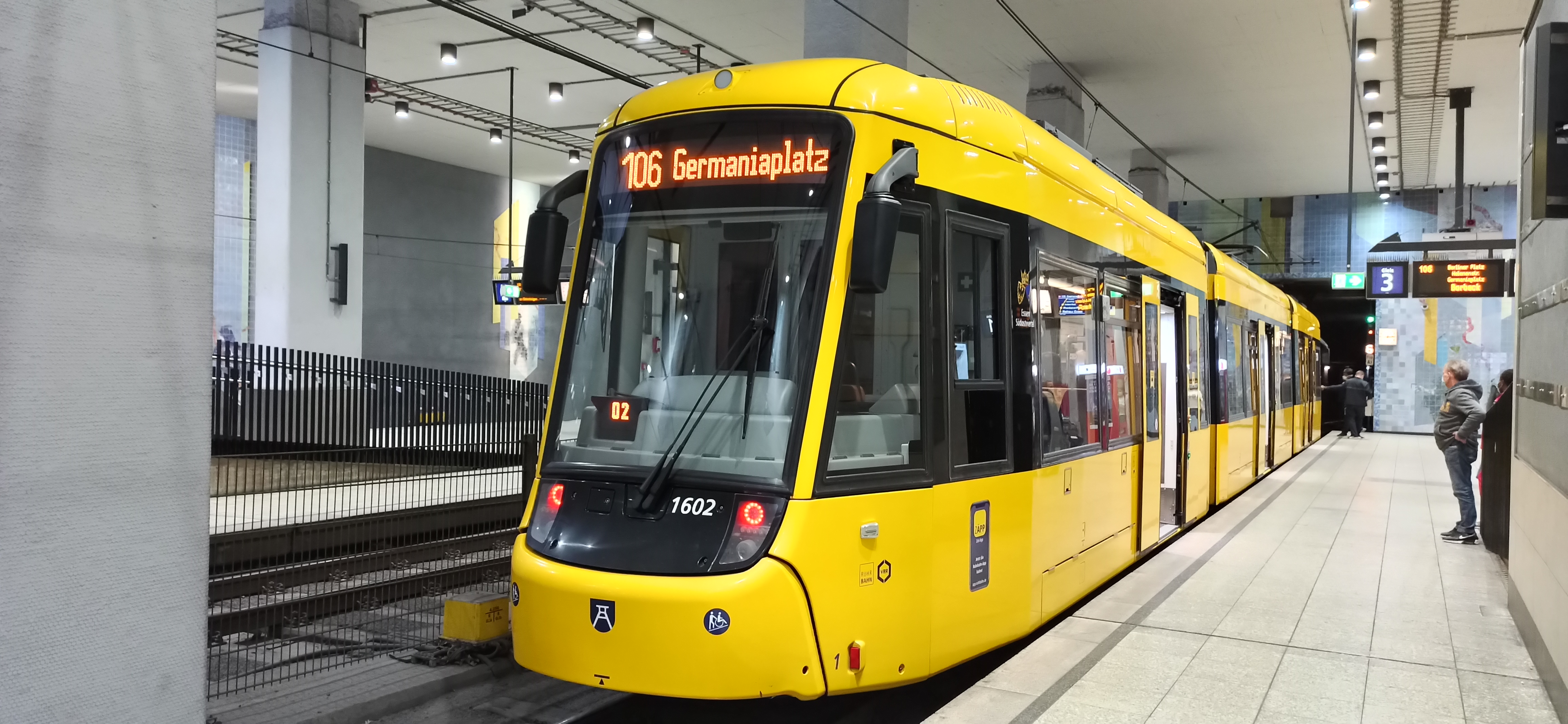
Flexity Classis in Essen

Bombardier Transportation was een fabrikant van rollend materieel. Het bedrijf is sinds januari 2021 een dochteronderneming van het Franse Alstom-conglomeraat. Bombardier Transportation werd in 1975 in Canada opgericht nadat de Montreal Locomotive Works door moederbedrijf Bombardier was gekocht.

## Activiteiten
Bombardier Transportation maakt locomotieven, treinstellen, rijtuigen, metro's en trams. Verder levert het diensten en is het ook de leverancier van het beveiligingssysteem European Rail Traffic Management System (ERTMS). Danny Di Perna staat aan het hoofd van het bedrijf. Een belangrijke concurrent is Siemens Mobility. Bij het bedrijf werkten 36.000 mensen in 2019, waarvan twee derde in Europa.
In 2019 realiseerde het een omzet van US$ 8,3 miljard. Per jaareinde had het orders in de boeken staan ter waarde van US$ 35,8 miljard. Europa is veruit de grootste geografische afzetmarkt met een aandeel van 60% in de totale omzet, gevolgd door Noord-Amerika met 25% en Azië met 12%.
In februari 2020 werd bekend dat Alstom bereid is € 7,5 miljard te betalen voor Bombardier Transportation. De verkopende aandeelhouders zijn Bombardier en het Canadese pensioenfonds Caisse de dépôt et placement du Québec (CDPQ). Het nieuwe fusiebedrijf wordt met een omzet van ruim € 15 miljard de tweede treinenbouwer ter wereld, na het Chinese CRRC Corporation met een omzet van €2 8,4 miljard in 2018. Op 31 juli 2020 gaf de Europese Commissie toestemming voor de overname onder voorwaarden. Alstom moet diverse activiteiten afstoten zodat de mededinging niet in gevaar komt. In januari 2021 werd deze tak van Bombardier overgenomen door de Franse concurrent Alstom.

## Overnames in Europa
De Canadese onderneming is na de overname van fabrieken in verschillende landen een van de belangrijkste producenten van rollend materieel in Europa.
bedrijf, stad, land, jaar van overname
- Ateliers de construction du Nord de la France (ANF), Crespin, in de buurt van Valenciennes, (Frankrijk) 1988.
- AS Strømmen Verksted, te Strømmen (Noorwegen).
- AB Kalmar Verkstad, te Kalmar (Zweden).
- Derby Carriage and Wagon Works, te Derby (Engeland).
- Lohnerwerke, Wenen, Oostenrijk, 1970.
- La Brugeoise et Nivelles (BN), Brugge, België, 1988 (was huisleverancier van de NMBS en het Haagse OV-bedrijf HTM).
- Scandia AS, fabrikant van spoorwegmaterieel in de Deense plaats Randers.
- Waggonfabrik Talbot, Aken, Duitsland, 1995 (was huisleverancier van de NS; later is daar de Rotterdamse metro bij gekomen).
- VEB Waggonbau Görlitz, vroeger Waggon- und Maschinenbau (WUMAG), 1997.
- Deutsche Waggonbau AG (DWA), Bautzen, Duitsland, 1998.
  - Vevey Technologies (voormalige Ateliers de constructions mécaniques de Vevey (ACMV)), Vevey, 1997 (overname door DWA), gevestigd in Villeneuve).
- ABB Daimler Benz Transportation (ADtranz), Hennigsdorf, Mannheim, Kassel, Siegen en Braunschweig, Duitsland, 2001.
- en Zürich, Turgi en Pratteln, Zwitserland, 2001.

Vanwege kartelvorming mag Bombardier Transportation de lagevloertram Variobahn en lighttrain Regio-Shuttle (beide oorspronkelijk van ADtranz) niet meer bouwen. Dit materieel wordt nu gebouwd door het Zwitserse concern Stadler Rail.

## Producten

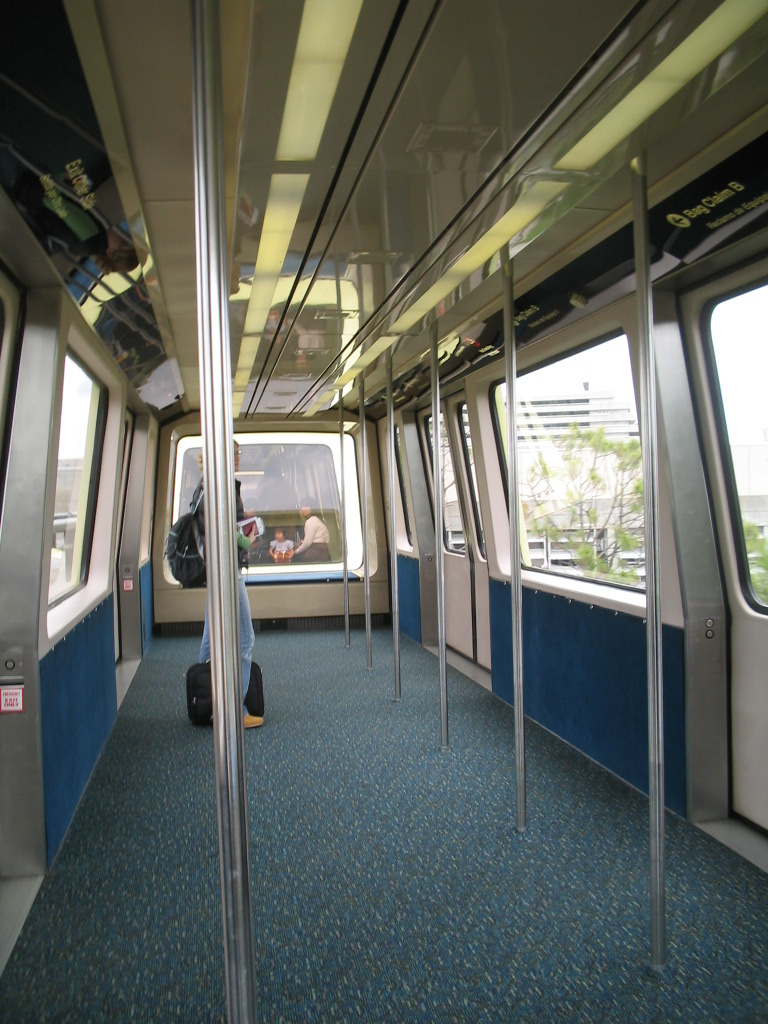
Interieur van de people mover op Orlando International Airport, product van Bombardier

### Trams en metro's
- Cobra (lagevloertram)
- Flexity 2 (lagevloertram) voor onder meer Bazel[4] en Antwerpen/Gent, (De Lijn)[5]
  - Flexity Basel
  - Flexity Zürich
- Flexity Classic (lagevloertram)
- Flexity Link (tram-trainvoertuig)
- Flexity Outlook (lagevloertram), bestaande uit
  - Cityrunner
  - Eurotram
- Flexity Swift (tram-metro-trainvoertuig)
  - A32
  - M5000, Manchester Metrolink
  - Rotterdams metromaterieel:
    - B-MG2/1 (5300) en S-SG2/1 (5400)
    - R-RSG3 (5500), R-SG3 (5600) en R-HSG3 (5700)
- Incentro (lagevloertram)
- HermeLijn (lagevloertram), in samenwerking met Siemens
- London Underground S Stock
- MF 2000, metrotrein van Parijs

### Treinstellen
- Autorail grande capacité, TER trein van de SNCF, een aantal met hybride aandrijving
- Francilien, regionale trein van de SNCF voor Transilien
- Frecciarossa 1000, uit de ZEFIRO-Familie in samenwerking met AnsaldoBreda voor Trenitalia[6]
- Itino (regionale dieseltrein ingezet in Duitsland en Zweden)
- Sprinter Lighttrain (voor NS) ontwikkeld in samenwerking met Siemens
- TALENT (lighttrain)
- TALENT 2 (lighttrain)
- Nina (lighttrain) bij BLS, TRN en MO
- Lötschberger (lighttrain) verder ontwikkelde Nina bij BLS
- Régio2N, dubbeldeks TER trein van de SNCF, met hybride aandrijving
- Turbostar, Class 170 (Brits dieseltreinstel)
- Contessa X31 / DSB ET (Zweedse/Deense elektrische treinstellen)
- Regina X51 (Zweedse elektrische treinstellen)
- Alfa X55 (Zweedse elektrische treinstellen)
- V-IRM (Nederlandse dubbeldekstrein)
- MS96 (Belgische elektrische treinstellen)
- Voyager Class 220, 221 en 222 (Britse treinen)
- Twindexx, sinds 2015: Dubbeldeks IC / RE rijtuigen en gevormeerde treinstellen voor DB.
- Twindexx Swiss Express, dubbeldeks IC / IR treinen voor de Schweizerische Bundesbahnen (SBB)
- Baureihe 490, treinstellen voor S-Bahn Hamburg GmbH
- Baureihe 412, ICE4: Oorspronkelijk aangeduid als ICx zijn twaalfdelige treinstellen voor DB Fernverkehr die vanaf december 2017 worden ingezet. De zevendelige treinstellen worden vanaf december 2020 ingezet.
- Aventra, next-generation Aventra treinfamilie worden door Abellio in de concessie East Anglia vanaf december 2020 ingezet.

### Locomotieven
- TRAXX (productfamilie van diesel- en elektrische locomotieven)

### Rijtuigen
- I11 (Belgisch spoorwegrijtuig)
- M6 (Belgisch dubbeldeks spoorwegrijtuig)
- M7 (Belgisch dubbeldeks spoorwegrijtuig)

### Overige
- PRIMOVE is Bombardier complete e-mobility portfolio om steden en de transportbranche te voorzien van elektrische mobiliteit. Het omvat draadloos opladen, compacte accu- en efficiënte aandrijfsystemen voor elektrische spoor- en wegvoertuigen.[7]
- TVR (geleide bus)
- Monorailvoertuigen en -infrastructuur
- Volkswagen Iltis (onder licentie)

### Exploitatie van treindiensten
Naast producent van rollend materieel is Bombardier Transportation ook exploitant van treindiensten, met name in Canada (Ontario) en de Verenigde Staten (New Jersey en Californië).